# Куклен театър „Мале-мале“
Куклен театър „Мале-мале“ (Puppet Theatre „Malle-Malle“) е основан като уличен куклен театър през 2013 г. от студенти първи курс със специалност „Актьорство за куклен театър“ в НАТФИЗ (Кръстьо Сарафов). Първоначалната цел на театъра била просто упражнение през лятото, но малко след това „упражнението“ прераства в нещо по-голямо. Най-известните им спектакли са: „Момче и вятър“, „Разбойническа история“ и „Приключения в Делфинариума“.

## История на театъра
Куклен театър „Мале-мале“ (Puppet Theatre Malle-Malle) е основан като уличен куклен театър през 2013 г. от студенти първи курс със специалност „Актьорство за куклен театър“ в НАТФИЗ (Кръстьо Сарафов). Първоначалната цел на театъра била просто упражнение през лятото, но малко след това „упражнението“ прераства в нещо по-голямо. През годините театъра предимно създава улични спектакли и прави турнета из България. Следват много участия във фестивали в страна и чужбина.
По – късно започват да се правят по мащабни спектакли за сцена, които отварят много нови врати и предложения за участия във фестивали. С времето куклен театър „Мале-мале“ набира по-голяма популярност и симпатии сред театралните среди, както и от страна на вярната си публика.

## Дейности
От създаването си куклен театър „Мале-мале“ главно създава улични спектакли, по-късно следва работа по по-мащабни проекти, които се играят на сцена. Започват да се правят и различни работилници и шоу програми.
През 2020 г. се създава онлайн телевизия за малки и големи „Светът на Мале-мале“. Предаването се излъчва всяка неделя от 11:00 ч. на Facebook страницата на театъра – куклен театър „Мале-мале“. В телевизията има различни рубрики: Bubble channel, Нарисувай приказка, песни с Хари и работилничка с кака Мила. През лятото телевизията е в пауза.